# Pheidole roosevelti
Pheidole roosevelti är en myrart som beskrevs av Mann 1921. Pheidole roosevelti ingår i släktet Pheidole och familjen myror. Inga underarter finns listade i Catalogue of Life.